# 마틴 커민스
마틴 커민스(영어: Martin Cummins, 1969년 11월 28일 ~ )는 캐나다의 배우이다. 《다크 엔젤》에 에임스 화이트 역, 《리버데일》에 켈러 보안관 역으로 출연하였다.

## 출연 작품
- 다운 히어 (2014)
- 헬 인 어 핸드백 (2013)
- 듀크 (2012)
- 라디오 레벨 (2012)
- 슈퍼스톰 (2012)
- 패스터스 와이프 (2011)
- 피어 아일랜드 (2009)
- 바이스 (2007)
- 라이브 원스, 다이 트와이스 (2006)
- 39 - 캐롤 맥케인 영화 (2006)
- 페인킬러 제인 (2005)
- 디바우어 (2005)
- 아이스맨 (2004)
- 저격자 (2002)
- 트랩트 (2001, Trapped)
- 환상 특급 - 죽음의 환타지 (2001, Strange Frequency)
- T.R.A.X. (2000)
- 위 올 폴 다운 (2000)
- 러브 컴 다운 (2000)
- 제3의 눈 (1995)
- F학점의 챔피언 (1993)
- 오멘 4 (1991)
- 13일의 금요일 8 - 맨하탄에 나타난 제이슨 (1989)

### 텔레비전
- 21 점프 스트리트 (1991)
- Poltergeist: The Legacy (1996-99)
- 다크 엔젤 (2001-02)
- 스몰빌 (2002-04)
- 스타게이트 SG-1 (2003)
- Life as We Know It (2004)
- The 4400 (2007)
- 카일 XY (2007-08)
- 프린지 (2010)
- V (2011)
- 생츄어리 (2011)
- 유레카 (2011-12)
- 킬링 (2012)
- 베이츠 모텔 (2014)
- 언리얼 (2015-16)
- 호프 밸리 (2014-23)
- 리버데일 (2017-23)